# Есипчук, Дмитрий Иванович
Дми́трий Ива́нович Есипчу́к (род. 17 ноября 1974, Челябинск) — российский легкоатлет, специалист по спортивной ходьбе. Выступал за сборную России по лёгкой атлетике в 1990-х и 2000-х годах, победитель Кубков мира и Европы в командном зачёте, многократный победитель и призёр первенств всероссийского значения. Представлял Челябинскую область. Мастер спорта России международного класса. Тренер по спортивной ходьбе.

## Биография
Дмитрий Есипчук родился 17 ноября 1974 года в Челябинске.
Впервые заявил о себе на международном уровне в сезоне 1992 года, когда вошёл в состав Объединённой команды, собранной из спортсменов бывших советских республик, и выступил на юниорском мировом первенстве в Сеуле, где в ходьбе на 10 000 метров финишировал пятым.
В 1993 году в составе российской национальной сборной в той же дисциплине завоевал серебряную награду на юниорском европейском первенстве в Сан-Себастьяне.
В 1994 году принимал участие в Играх доброй воли в Санкт-Петербурге, в программе ходьбы на 20 000 метров сошёл с дистанции.
Будучи студентом, в 1995 году представлял Россию на Универсиаде в Фукуоке, где в ходьбе на 20 км закрыл десятку сильнейших. На чемпионате мира в Гётеборге не финишировал.
В 1997 году в дисциплине 20 км одержал победу на открытом чемпионате России по спортивной ходьбе в Чебоксарах.
В 1998 году занял 12-е место на Кубке Европы в Дудинце, был лучшим на чемпионате России в Ижевске.
На Кубке мира 1999 года в Мезидон-Канон финишировал девятым в личном зачёте 20 км и тем самым помог своим соотечественникам выиграть командный зачёт. Помимо этого, получил серебро на зимнем чемпионате России по спортивной ходьбе в Адлере.
В 2000 году взял бронзу на чемпионате России по спортивной ходьбе в Москве. На Кубке Европы в Айзенхюттенштадте с личным рекордом 1:19:56 показал пятый результат на дистанции 20 км.
В 2001 году победил на зимнем чемпионате России по спортивной ходьбе в Адлере, показав при этом лучший результат мирового сезона — 1:18:05	(данный результат однако не был ратифицирован IAAF). На Кубке Европы в Дудинце занял 11-е место в личном зачёте 20 км и вместе с другими российскими ходоками стал победителем командного зачёта.
На чемпионате России 2005 года в Саранске выиграл бронзовую медаль в ходьбе на 20 км.
В 2006 году на Кубке мира в Ла-Корунье занял 24-е место в личном зачёте 20 км и взял бронзу командного зачёта.
Завершил спортивную карьеру по окончании сезона 2008 года.
За выдающиеся спортивные достижения удостоен почётного звания «Мастер спорта России международного класса».
Окончил Уральскую государственную академию физической культуры (2002).
Впоследствии работал тренером в Спортивной школе олимпийского резерва № 2 по легкой атлетике им. Л. Н. Мосеева в Челябинске, занимал должность старшего тренера сборной Челябинской области по спортивной ходьбе.